# Tianjin Open 2014
Il Tianjin Open 2014 è stato un torneo di tennis giocato sul cemento. È stata la 1ª edizione del torneo, che fa parte della categoria WTA International nell'ambito del WTA Tour 2014. Si è giocato a Tientsin in Cina dal 7 al 13 ottobre 2014.

## Partecipanti

### Teste di serie
| Nazionalità | Giocatore         | Ranking* | Testa di serie |
| ----------- | ----------------- | -------- | -------------- |
| Serbia      | Jelena Janković   | 11       | 1              |
| Cina        | Peng Shuai        | 24       | 2              |
| Svizzera    | Belinda Bencic    | 34       | 3              |
| Stati Uniti | Varvara Lepchenko | 35       | 4              |
| Cina        | Zhang Shuai       | 48       | 5              |
| Stati Uniti | Alison Riske      | 60       | 6              |
| Porto Rico  | Mónica Puig       | 64       | 7              |
| Croazia     | Ajla Tomljanović  | 69       | 8              |

- 1 Ranking al 29 settembre 2014

### Altre partecipanti
Giocatrici che hanno ricevuto una wild card:
- Liu Fangzhou
- Francesca Schiavone
- Wu Ho-ching

Giocatrici passate dalle qualificazioni:

- Ljudmyla Kičenok
- Nadežda Kičenok
- Elizaveta Kuličkova
- Shahar Peer

## Campionesse

### Singolare
Alison Riske ha sconfitto in finale  Belinda Bencic per 6-3, 6-4.
- È il primo titolo in carriera per la Riske.

### Doppio
Alla Kudrjavceva /  Anastasija Rodionova hanno sconfitto in finale  Sorana Cîrstea /  Andreja Klepač per 6(6)–7, 6-2, [10-8].